# 郝模
郝模 (1959年—)，江苏溧阳人，复旦大学卫生发展战略研究中心主任、教授，主要从事公共政策研究与制定方法论等方面的研究工作。入选中华人民共和国教育部2007年度"长江学者"特聘教授，2004年百千万人才工程国家级人选。